# メイクブラシ

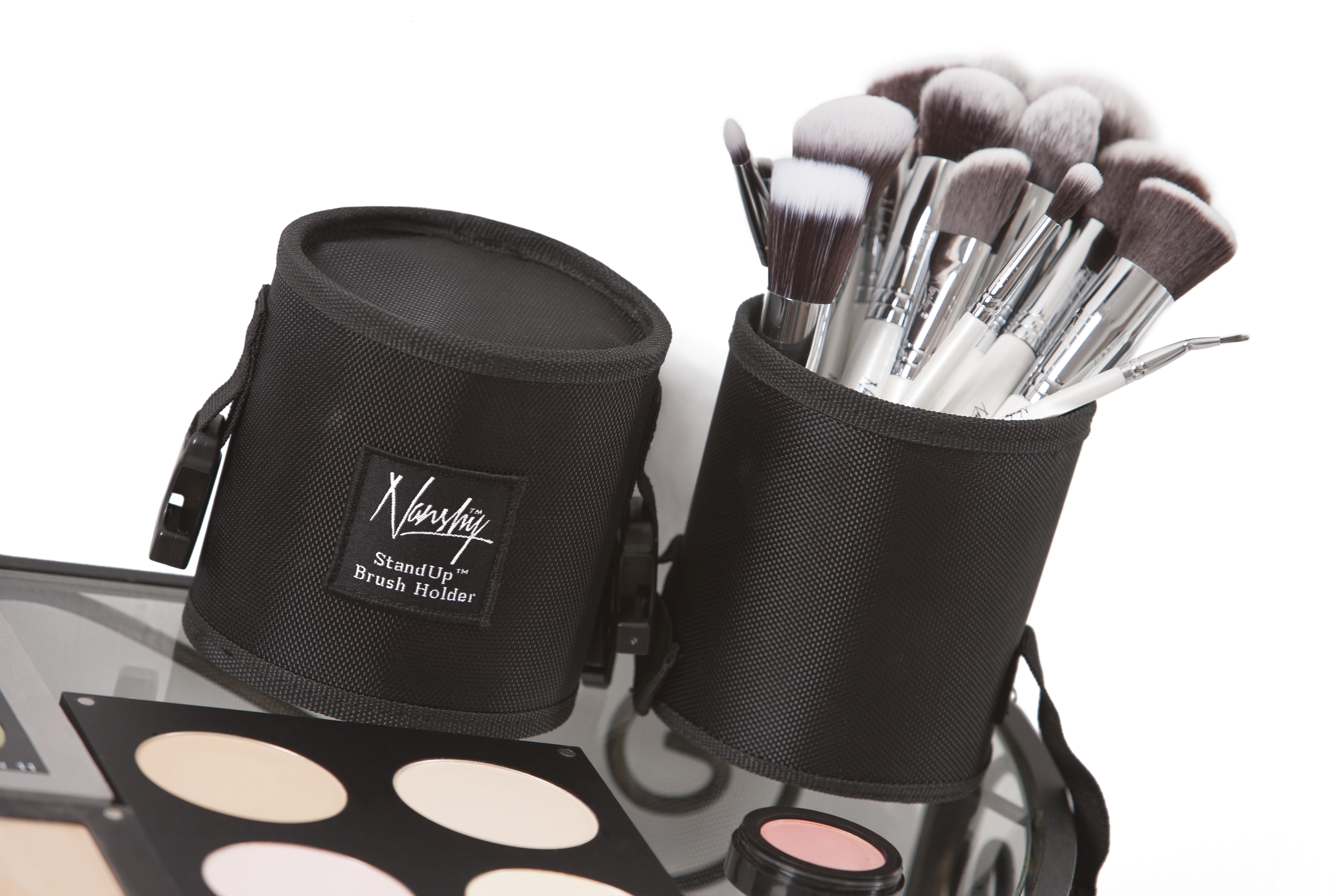
Makeup brushes

メイクブラシ、化粧ブラシ、メイクアップブラシ（英: makeup brush）は、化粧やフェイスペインティングに使用される、毛の付いた道具を指す。毛の素材は天然素材と合成素材があり、柄の部分は通常、プラスチック製や木製である。化粧品は適切なブラシを使って塗ると、肌へのなじみが良くなる。
メイクブラシには様々な形や大きさがあり、化粧をする顔の部位や化粧品、仕上がりのイメージによって使い分けられる。例えば、筆先の形状には、ノミ型、ストレート型、角型、ラウンド型、フラット型、テーパード型などがある。

## メイクブラシの種類（使用部位別）

### 顔

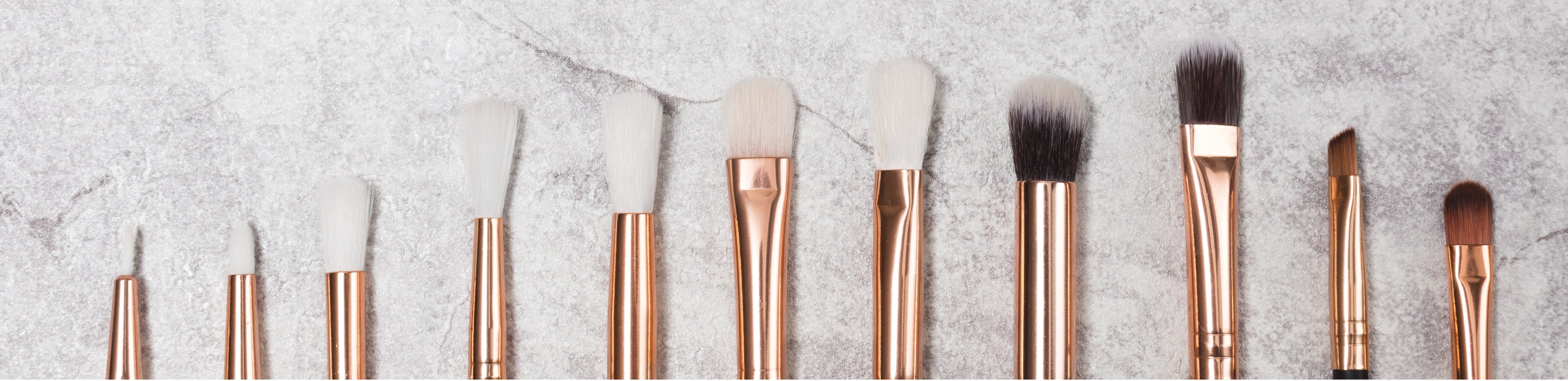
フェイスメイクに使用するメイクブラシの毛先

- ファンデーションブラシ - 平らな毛で長く、先端が細くなっている[1]。
- パウダー（英語版）ブラシ - ふわふわの毛で、柔らかく、丸みを帯びている。
- ファンブラシ - これは、メイク落としに使ったり、顔の最も高いポイントにハイライトを塗るのにも使う。大きなファンブラシは通常、天然繊維で作られ、顔の広い範囲をカバーすることができる180度の扇形になっている。
- チークブラシ - 毛がきめ細かく、ヘッドが丸みを帯びている。
- ブロンザーブラシ - 天然毛を使用し、ふんわりとしたフォルムに仕上げられている。パウダーブロンザーを美しく、そして、肌に均一に塗ることができる。また、通常のパウダーブラシでは大きすぎて使いにくい場合は、このブラシでフェイスパウダーを塗ることもできる。
- コンシーラーブラシ - 柔らかく平らで、毛先が尖っている。底面の幅は広くなっている。
- カブキブラシ（英語版） - フラットトップとアングルの2種類のタイプがある。どちらも毛の密度が高い。リキッドファンデーションを塗るのに最適なブラシで、フルカバーできる。
- デュオファイバー多目的ブラシ - 平べったく、円形の羽のようなタッチのヘッド
- ミネラルパウダーブラシ：太く、丸みを帯びている。
- フェイスコントゥアー（英語版）ブラシ - 頬骨用に斜めになっており、丸みを帯びている。
- フェイススポンジ - 様々な形、スポンジの質感（ウェット、ドライを使い分けられる）[2]。
- ハイライターブラシ - このブラシは通常、天然毛で作られ、サイズはかなり小さくなっている。先細りしているが細長い毛先は、顔の一番高いところにパウダーハイライターを塗るのに適している。また、毛先が細くなっているため、肌に均等に塗ることができる。
- ブレンディングブラシ - 天然毛を使用し、ふんわりとした見た目が特徴となっている。このブラシを使うと、肌のキメを整え、シームレスな効果を得ることができる。天然繊維のため、パウダー製品に最適である。

### アイ
- アイシャドーブラシ：
  - フラットシェイダーアイブラシ - 合成繊維または天然繊維で作られたブラシで、形状はフラットである。パウダー状やクリーム状のアイシャドーを、まぶたに均等にのせるために使う。
  - アングルドシェイダーブラシ - 天然繊維で作られたブラシで、角度がついているのが特徴である。これは、濃い色のシェードを外側の角に塗って、より詳細な印象を与えるために使用される[3]。
  - Fluffy blending brush - 通常、ブレンディングブラシは天然毛を使用し、見た目はふわふわしている。これは、エッジのきつい部分をなじませ、シームレスな効果を得るために使用される。天然繊維のため、パウダー製品との相性は良い[3]。
  - クリースブラシ - このブラシは、天然毛と合成毛の2種類があり、テーパードカットを施したブラシとなっている。先ほどのブレンディングブラシよりもかなり小さく、あまり動かさずにキワの色をきれいにぼかすことができるます[3]。
  - ペンシルブラシ - このブラシは、先ほどのブレンディングブラシをかなり小さくしたもので、通常、天然繊維で作られている。ペンシルブラシは、細かい部分に色を乗せたり、顔料を広げすぎずになじませたりするために使用することができる。また、眉毛や目尻にハイライトを入れることもでき、パウダーとの相性も良い。
- Pointed eyeliner brush - 合成繊維でできていて、毛先が細く、ほとんど毛がないため、最もシャープで完璧なウィングアイライナーを描くのに役立つ。
- Smudgerブラシ - このブラシは天然毛で作られ、均一に塗ることができ、パウダー状やクリーム状の製品に最適である。
- マスカラ wand - マスカラブラシは、通常マスカラとセットになっているが、複数の人にマスカラを塗る場合は、使い捨てのマスカラブラシを使用することもある[4]。
- アイブロウブラシ - 細長く、毛先が硬いもの。
- ラッシュ＆ブロウコーム - ブロウコームで眉毛を整え、ラッシュコームでまつ毛にまとわりついたマスカラを取り除き、クルクルまつ毛を解消するのに役立つ。
- デュオブロウブラシ - 角度のついた先端で上まつ毛のラインを整え、さらに眉毛も描くことができるマルチタスクブラシである。このブラシは通常、合成毛を使用して作られている。パウダー状や、リキッド状、クリーム状の製品に使用することができる。このブラシのスプーリーの先端は、眉毛をできるだけ自然に見せるために、眉毛をなじませるのに役に立つ。

### リップ
- リップライナー - このブラシは、きめ細かいライナーブラシよりも少し大きく、唇の輪郭をくっきりと描くために使用される。
- リップブラシ - このブラシは、好みのリップカラー単独で唇を塗るためのブラシで、ムラなく塗ることができる。
- Lip gloss applicator - たいてい、リップグロスに付属し、一般的にdoe型になっている。

## メイクブラシの毛の種類
ブラシに使われている素材によって、化粧の仕上がりが変わることがある。メイクブラシの毛には、合成毛と天然毛がある。そのため、メイクブラシの種類や毛質によって、密に塗ったり、緩く塗ったりと、化粧の仕上がりを左右する重要な要素となっている。

### 合成毛の場合
メイクブラシの素材としては、合成毛が最も多く使われている。ドラッグストアやメイクアップ専門店で広く見かけるブラシとなっている。毛の素材はプラスチックやナイロンなどの合成繊維でできていて、染色されている場合もある。合成毛のブラシは、天然毛のブラシに比べて製品を吸収しにくく、製品をなじみやすくするため、液状やクリーム状の製品によく使われる。合成ブラシはクルエルティフリーでもある。合成ブラシは、天然毛に比べて劣化しにくく、脆くなりにくいので、通常、長持ちする。

### 天然毛の場合
天然毛は色が濃く、柔らか過ぎず、毛羽立ちがあり、顔料を保持しやすく、洗いにくいものが多いのが特徴である。天然毛は多孔質であるため、より多くの顔料をブラシに乗せ、均一に塗ることができる。天然毛のブラシは、パウダー製品を塗るのに適しているが、液状やクリーム状の製品は、そのほとんどを吸収してしまうので、避けた方がよい。化粧品業界では天然毛の方が好まれるが、毛自体が動物毛のためアレルギー反応を起こす可能性がある。
天然毛は、毛のキューティクルがあるため、製品をなじませるときや、パックをするときに、よりコントロールしやすいとされている。

#### 天然毛の種類
- クロテン（Sable）
- ヤギ（Goat）
- アナグマ（Badger）
- ポニー（Pony）
- リス（Squirrel）
- チョウセンイタチ（Kolinsky）
- イタチ（Weasel）